# Димі (присілок)
Димі (рос. Дыми) — присілок Бокситогорського району Ленінградської області Росії. Входить до складу Великодвірського сільського поселення.
Населення — 202 особи (2012 рік).